# Eublemma pusilla
Eublemma pusilla is een vlinder uit de familie van de spinneruilen (Erebidae). De wetenschappelijke naam van deze soort is voor het eerst voorgesteld als Erastria pusilla door Eduard Friedrich Eversmann in een publicatie uit 1837.
De soort komt voor in Europees-Rusland, West-Kazachstan, Turkije en Iran.